# Парвиайнен, Антти
Антти Парвиайнен (род. 22 сентября 1960 года) — финский тренер по хоккею с мячом и спортивный функционер.

## Биография
Начал свою карьеру наставника в 33 года в клубе ЮИП. Вскоре Парвиайнену было доверено тренировать юношескую сборную Финляндии. Вскоре специалист возглавил и главную национальную команду. В нее он возвращался четыре раза. В общей сложности Парвиайнен проработал с ней одиннадцать лет. Это больше всех других наставников сборной. На клубном уровне он добился наибольших успехов с "Ботнией-69" из Хельсинки. Вместе с ней тренер трижды побеждал в чемпионате Финляндии. Некоторое время Парвиайнен успел проработать в Эстонии, где он руководил местной сборной.
В 2019 году положительно отзывался о включении хоккея с мячом в программу Зимних Олимпийских игр в Пекине.
8 июня 2024 года был выбран вице-президентом Международной федерации хоккея с мячом (FIB).

## Достижения
- Вице-чемпион мира (3): 1989, 1999, 2016
- Бронзовый призер Чемпионата мира (6): 1991, 1997, 2015, 2017, 2018, 2019.
- Чемпион Финляндии (3): 1989, 1992, 1996.